# Heliotropium incanum
Heliotropium incanum là loài thực vật có hoa trong họ Mồ hôi. Loài này được Ruiz & Pav. mô tả khoa học đầu tiên năm 1799.